# Vakinankaratra

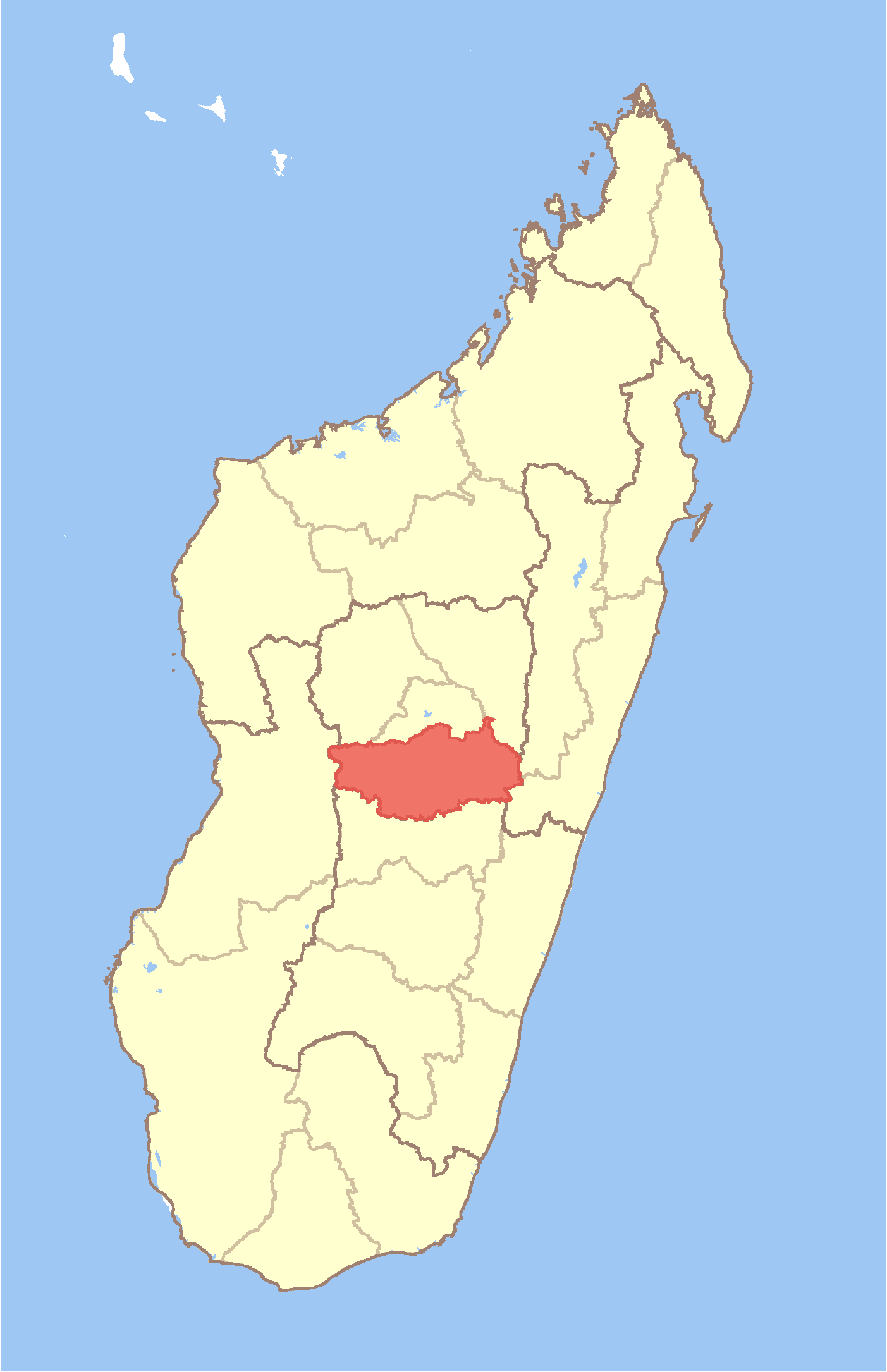
Localisação da régião de Vakinankaratra a Madagáscar.

Vakinankaratra é uma região de Madagáscar localizada na antiga província de Antananarivo. Sua capital é a cidade de Antsirabe.
A população da região foi estimada, em 2004, em 1 982 800 habitantes, tem uma superficie de 16 599 km².

## Administration
A região de Vakinankaratra tem sete distritos e vingte-quatro comunas: 
- Ambatolampy - capital Ambatolampy
- Antanifotsy - capital Antanifotsy
- Antsirabe I- da cidade de Antsirabe
- Antsirabe II- das comunas rurais em torno de Antsirabe
- Betafo- capital Betafo
- Faratsiho- capital Fratsiho
- Mandoto- capital Mandoto.

O dirigente da região é: Paul RAZANAKOLONA 

## Economia
A região de Vakinankaratra é o segundo polo industrial de Madágascar, com a maior industria textil do pais.

## Enlaços Externos
Site da Região Vakinankaratra